# Erdélyi Kárpát-Egyesület
Az Erdélyi Kárpát-Egyesület (EKE) (románul: Societatea Carpatină Ardeleană) erdélyi természetjárók és túrázók civil szerveződése. Legfőbb tevékenysége heti rendszerességű túrák szervezése Erdély-szerte, továbbá részt vállal természetvédelmi területek felügyeletében is. Kiadványa az Erdélyi Gyopár folyóirat, mely kéthavonta jelenik meg. Tagjai 1992 óta évente megszervezik az EKE-vándortábort.

## Megalakulása
Az egyesület 1891-ben, az Erdélyi Magyar Közművelődési Egyesület (EMKE) javaslatára alakult meg Kolozsvárott, Erdélyrészi Kárpát-Egyesület néven. Annak ellenére, hogy az egyesület alakuló gyűlése január 11-én volt a városháza nagytermében, az alapszabályzat szerinti működését csak május 12-én kezdte meg. 1892–1948 között kiadta az Erdély című folyóiratot. 1902-ben nyílt meg az egyesület kezdeményezésére létrejött Kárpát-Múzeum, melynek gyűjteményében népzenei fonotéka és turisztikai szakkönyv- és térképtár kapott helyet. Az erdélyi turizmushoz kapcsolódóan számos kiadványt és képeslapot forgalmaztak. 1945-ben négy másik kolozsvári turistaegyesülettel fuzionálva Erdélyi Népi Kárpát-Egyesület (ENKE) néven folytatta működését, majd beolvadt az Országos Turisztikai Hivatal (Oficiul Național de Turism) szervezetébe. 1989 után újra megalakult.
Neidenbach Ákos magyarországi turistatörténész alapos kutatómunkája alapján pontos kimutatással rendelkezünk az EKE hajdani osztályaira vonatkozóan.

### Osztályai
- 1. Aradi "Czárán Gyula" Osztály;
- 2. Aldunai Osztály, székhelye Orsova;
- 3. Aranyosszéki Osztály, székhelye Torda;
- 4. Bánsági Osztály, székhelye Temesvár;
- 5. Besztercei Osztály;
- 6. Boksánbányai Osztály;
- 7. Bécsi Osztály;
- 8. Bihari Osztály;
- 9. Brassómegyei Osztály ( 1917-ig);
- 10. Brassói Osztály (1927), később Brassói Turista Egyesület (BTE);
- 11. Cibles Osztály, később Szamos Osztály, székhelye Dés;
- 12. Csíkszéki Osztály, székhelye Csíkszereda;
- 13. Dévényi Osztály;
- 14. Gutin Osztály, székhelye Nagybánya;
- 15. Gyalui Osztály;
- 16. Gyergyói Osztály;
- 17. Hargita Osztály, székhelye Székelyudvarhely;
- 18. Háromszéki Osztály, székhelye Sepsiszentgyörgy;
- 19. Hunyadmegyei Osztály, székhelye Déva;
- 20. Kalotaszegi Osztály, székhelye Bánffyhunyad;
- 21. Kelemen Osztály, székhelye Szászrégen;
- 22. Kolozsvári Központi Osztály;
- 23. Küküllőmenti Osztály, székhelye Dicsőszentmárton;
- 24. Krassói Osztály, székhelye Oravicabánya;
- 25. Marosszéki Osztály, székhelye Marosvásárhely;
- 26. Máramarosi Osztály, székhelye Máramarossziget;
- 27. Nagyenyedi "Pilis" Osztály;
- 28. Nagyszebeni Osztály;
- 29. Óradnai Osztály;
- 30. Petrozsényi Osztály;
- 31. Pozsonyi Osztály;
- 32. Révi "Zichy" Osztály;
- 33. Zilahi "Meszes" Osztály;
- 34. Lépésmérő Társaság (1922. szeptember 24. Kolozsvár).

## Jelene
Az 1989. decemberi forradalom hatására mélyreható változások történtek Erdély életében. 1990 első hónapjaiban megindultak az önszervezések, sorra alakultak a különböző egyesületek, szervezetek, társaságok, szövetségek, közöttük a különböző turista egyesületek. Megkezdődik az erdélyi magyar turista mozgalom újjászervezése. Turista egyesületek jönnek létre Kolozsváron, Aradon, Brassóban, Csíkszeredában, Szilágysomlyón, majd később a többi megyékben is. Így felvetődik az Erdélyi Kárpát-Egyesület újjászervezésének kérdése is. Ennek alapgondolata Kolozsvárról indul el.
1990. február 14-én Kolozsvárott, az Apáczai Csere János Líceumban Egri László tanár és Varga Alfonz mérnök javaslatára összeült a természetjátók egyesületének újjászervezését kezdeményező bizottság, amelyben még részt vettek: Tövissi József egyetemi tanár, Kovács Nemere tanár, Wanek Ferenc kutató geológus, Korodi Zoltán főerdész, Inczeffy Géza nyugdíjas, Gyurka László mérnök, Imecs Zoltán tanár, Kapcza Imre jogász, Szigeti Rudolf tanár, Imecs László közgazdász, Vetési László teológiai tanár, Kozán Judit jogász, Köllő Katalin tisztviselő, Géczi Róbert tanár és Hantz Péter diák. Az ülésen két programtervet ismertettek, melyből az egyiket dr. Tövissi József és Wanek Ferenc, a másikat Kovács Imre és Egri László állították össze.
"Célunk, mint jogutódok, a közel 100 éve (1891. január 11-én) alakult Erdélyi Kárpát Egyesület hagyományainak a folytatása."
2017-ben Erdély egyik legnagyobb magyar civil szervezeteként 16 tagszervezetet és 1373 tagot számlált. 2017. szeptember 30-án az Európai Gyalogtúra Szövetség tagja lett.

### Az újjáalakult EKE elnökei
- Tövissi József (tiszteletbeli)
- Marosiné Incze Mária (ügyvezető elnök)
- Lukács József (–2008)
- Dezső László (2008–2014)
- Kiss Tibor (2014–2015)
- Kovács Lehel István (2015–2022)
- Szabó László (2022–)[3]

### Mai osztályok
- Bánság[4]
- Brassó[5]
- Csíkszék[6]
- Gyergyó[7]
- EKE-Kolozsvár 1891[8]
- Marosvásárhely[9]
- Gutin[10]
- EKE'91 Nagyvárad-Bihar[11][12]
- Háromszék
- Szatmárnémeti[13]
- Szecseleváros
- Székelyudvarhely[14]
- Torda[15]

Országos EKE